# Pleurothallis holtonii
Pleurothallis holtonii är en orkidéart som beskrevs av Carlyle August Luer. Pleurothallis holtonii ingår i släktet Pleurothallis och familjen orkidéer. Inga underarter finns listade i Catalogue of Life.